# HELL NO!
"HELL NO!" er en sang skrevet af det danske elektro-rock-band Dúné. Det er første single fra gruppens tredje studiealbum Wild Hearts fra 2013. HELL NO! udkom som single 10. november 2012, hvor selve albummet kom i butikkerne 4. februar 2013. Singlen udkom på pladeselskabet New Gang of Robot's Rec. / Iceberg Records.
Sangen var den første udgivelse siden 2011, hvor Dúné indspillede "Life's What You Make It", et nummer fra britiske Talk Talk.

## Historie
HELL NO! blev skrevet med visionen om at lave en sang så simpel, at selv børn umiddelbart vil kunne synge med på det. Derfor havde bandet inviteret de to 9-årige piger Joëlle og Mariah med i studiet, så de kunne være med til at indspille vokalerne på sangen.

Sangen handler ifølge bandet: 
| Citat | ...om at turde stå fast og sige fra over for krænkelser af rettigheder – uanset om det gælder samfundsovervågning, "kapitalens fordærvelse af verdenssamfundet udvikling" eller noget helt tredje, som lytteren selv kan tillægge teksten. | Citat |
|       | |       |

Første gang at offentligheden fik kendskab til HELL NO! var 10. november 2012 til Danish Music Awards 2012, som blev afholdt i Forum i København og vist direkte på TV 2. Her afsluttede Dúné showet ved at spille aftenens sidste stykke musik. Deres ankomst til selve showet foregik noget utraditionelt, da de entrérede kørende på knallerter fra Kreidler.
Musikvideoen til nummeret udkom 23. november 2013, og er optaget på én dag i København. Bandets manager Christian Skjølstrup og filmmageren Paw Ager fik idéen, og producerede og instruerede efterfølgende videoen. På videoen ses blandt andet bandets entré til Danish Music Awards 2012.

## Modtagelse
Jyllands-Postens Anders Houmøller Thomsen gav ved Wild Hearts udgivelse fem ud seks stjerner til albummet, og roste især "HELL NO!" med følgende: 
| Citat | En rasende, bas-knurrende lille tyfon af en rock’n’ roll-sang, der samler vokal-brølet fra to generationer – børn og unge – i en klaskende, elektronisk opdateret glamrock. Alt sammen fortættet i en 2 minutter og 30 sekunders hårdtslående knytnæveprotest. Forfriskende! | Citat |
|       | |       |

## Produktion
Sangen blev ligesom resten af Wild Hearts indspillet i "Der Raum" i bandets daværende hjemby Berlin.

### Personel

#### Musikere
- Sang: Mattias Kolstrup
- Kor: Ole Björn Sørensen, samt pigerne Joëlle og Mariah
- Keyboards: Ole Björn Sørensen
- Guitar: Danny Jungslund
- Bas: Piotrek Wasilewski
- Trommer: Morten Hellborn

#### Produktion
- Producer og mixer: Ole Bjórn & Dúné
- Komponist: Dúné
- Tekst/forfatter: Mattias Kolstrup